# Força de Defesa de Lofa
A Força de Defesa de Lofa (em inglês:  Lofa Defense Force, LDF) foi um grupo rebelde que participou da Guerra Civil da Libéria.
Era um grupo local que atravessava a fronteira norte da Guiné para atacar posições armadas, principalmente as da facção Movimento Unido de Libertação da Libéria para a Democracia-Kromah (ULIMO-K), no início de 1994.
A Força de Defesa Lofa foi liderada por Francois Massaquoi e foi formada em 1993. François Massaquoi era do grupo étnico loma. Estima-se que a organização possuísse 750 combatentes, provenientes principalmente do condado de Lofa e do grupo étnico Loma. A sua missão era proteger a sua aldeia loma do ataque dos bandos de saqueadores dos combatentes da etnia mandingo da ULIMO.
François Massaquoi morreu em 16 de abril de 2001 devido a ferimentos à bala depois que o helicóptero em que ele voava foi atacado na conturbada região da fronteira norte do condado de Lofa.
Um comunicado do governo afirmou que François Massaquoi estava levando suprimentos humanitários para a cidade de Voinjama, no norte, capital de Lofa, perto da Guiné, quando seu helicóptero foi alvejado ao pousar. O helicóptero e todos os outros passageiros escaparam, mas Massaquoi foi baleado.